# Thomas T. Moulton
Thomas T. Moulton (n. 1 ianuarie 1896, Wausau, Wisconsin, SUA – d. 29 martie 1967, Fresno, California, SUA) a fost un inginer de sunet american. El a câștigat cinci premii Oscar la categoria cel mai bun mixaj sonor și a fost nominalizat de încă unsprezece ori la aceeași categorie. De asemenea, a fost nominalizat de patru ori la Premiul Oscar pentru cele mai bune efecte vizuale.

## Filmografie selectată
Moulton a câștigat cinci premii Oscar pentru cel mai bun mixaj sonor, a fost nominalizat pentru încă unsprezece premii la aceeași categorie și pentru încă patru premii pentru cele mai bune efecte vizuale:
Premii Oscar pentru cel mai bun mixaj sonor
- The Hurricane (1937)[2]
- The Cowboy and the Lady (1938)[3]
- The Snake Pit (1948)[4]
- Twelve O'Clock High (1949)[5]
- Totul despre Eva (1950)[6]

Nominalizat (pentru cel mai bun mixaj sonor)
- The Affairs of Cellini (1934)[7]
- The Dark Angel (1935)[8]
- Dodsworth (1936)[9]
- Pe aripile vântului (1939)[10]
- Our Town (1940)[11]
- Ball of Fire (1941)[12]
- The Pride of the Yankees (1942)[13]
- The North Star (1943)[14]
- Casanova Brown (1944)[15]
- Leave Her to Heaven (1945)[16]
- With a Song in My Heart (1952)[17]

Nominalizat (pentru cele mai bune efecte vizuale)
- Foreign Correspondent (1940)[11]
- The Long Voyage Home (1940)[11]
- Pride of the Yankees (1942)[13]
- The North Star (1943)[14]

## Legături externe
- Thomas T. Moulton la Internet Movie Database